# Ommatius maculatus
Ommatius maculatus är en tvåvingeart som beskrevs av Banks 1911. Ommatius maculatus ingår i släktet Ommatius och familjen rovflugor.
Artens utbredningsområde är Arizona. Inga underarter finns listade i Catalogue of Life.